# Tư thế giảm nhiệt thoát ra

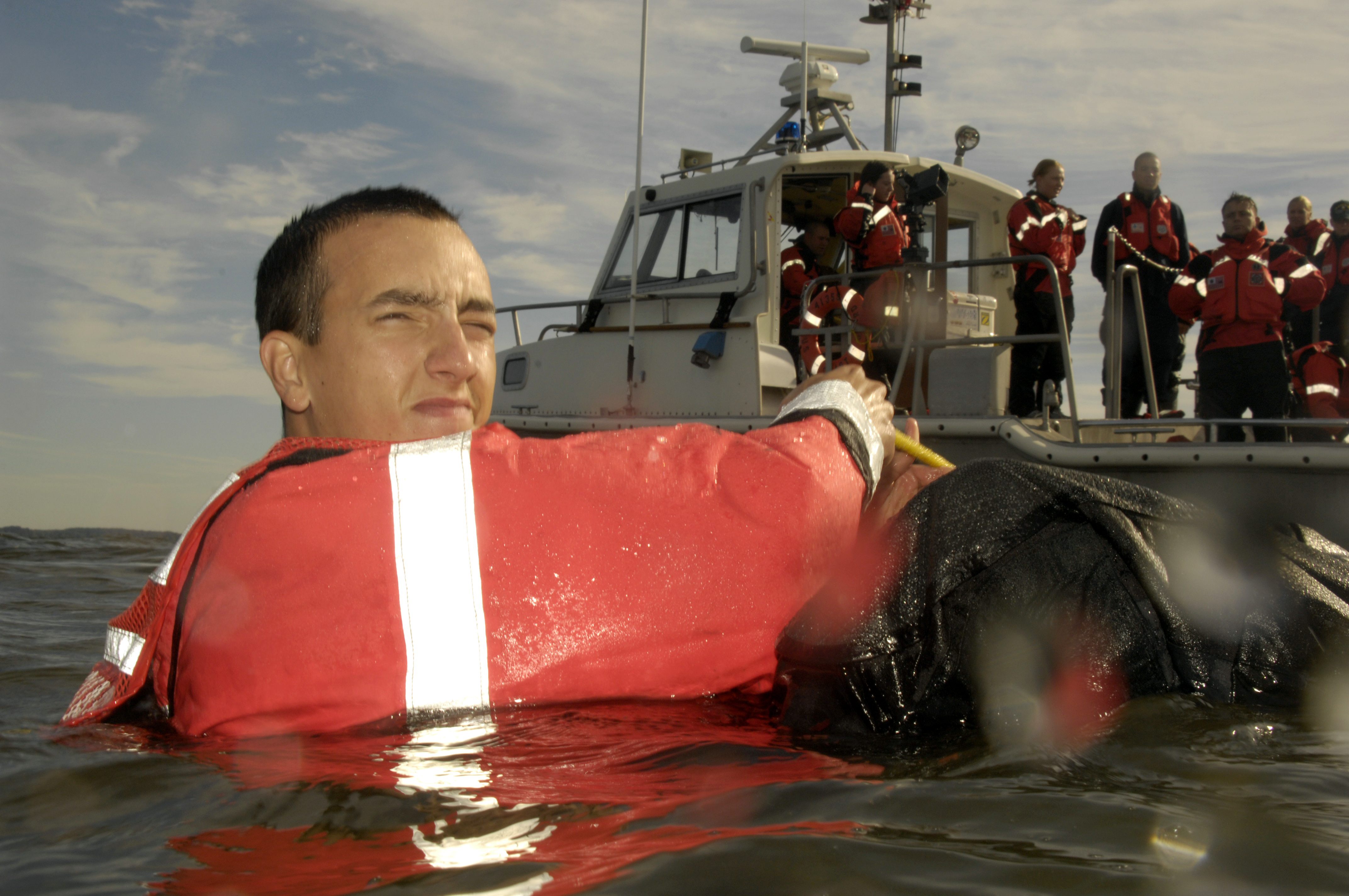
Một thành viên của Lực lượng Bảo vệ Bờ biển Hoa Kỳ thể hiện tư thể giảm nhiệt thoát nhiệt trong một cuộc tập trận nước lạnh.

Tư thế giảm nhiệt thoát ra (HELP) là một cách để định vị bản thân để giảm mất nhiệt trong khi ngâm trong nước lạnh. Nó được dạy như một phần của chương trình giảng dạy ở Úc, Bắc Mỹ và Ireland để bảo vệ nhân viên và huấn luyện chèo thuyền. Nó chủ yếu liên quan đến việc định vị đầu gối của một người với nhau và ôm sát vào ngực bằng cánh tay của một người. Hơn nữa, các nhóm người có thể rúc vào nhau ở tư thế này để bảo tồn thân nhiệt, cung cấp hỗ trợ đạo đức và cung cấp mục tiêu lớn hơn cho nhân viên cứu hộ.
HELP là một nỗ lực để giảm mất nhiệt đủ để giảm bớt ảnh hưởng của hạ thân nhiệt. Hạ thân nhiệt về cơ bản là tình trạng nhiệt độ cơ thể giảm quá thấp để thực hiện các chức năng tự nguyện hoặc không tự nguyện bình thường. Nước lạnh gây ra "hạ thân nhiệt ngâm", có thể gây tổn thương cho tứ chi hoặc cơ quan nội tạng của cơ thể, bao gồm cả bất tỉnh hoặc tử vong.
HELP làm giảm tiếp xúc với các khu vực mất nhiệt cao của cơ thể. Đeo thiết bị nổi cá nhân cho phép một người đưa đầu gối lên ngực và cánh tay sang hai bên, trong khi vẫn có thể thở.